# Suodenjärvi
Suodenjärvi är en sjö i kommunen Sastamala i landskapet Birkaland i Finland. Sjön ligger 67,3 meter över havet. Arean är 14 hektar och strandlinjen är 3,15 kilometer lång. Sjön  ingår i Kumo älvs huvudavrinningsområde.   Den ligger omkring 57 kilometer väster om Tammerfors och omkring 200 kilometer nordväst om Helsingfors. 